# General Obligado
General Obligado est une commune d'Argentine, située dans la province de Chaco et le département de Libertad.